# Cantone di Grandvilliers
Il Cantone di Grandvilliers è una divisione amministrativa dell'arrondissement di Beauvais.
A seguito della riforma approvata con decreto del 20 febbraio 2014, che ha avuto attuazione dopo le elezioni dipartimentali del 2015, è passato da 23 a 101 comuni.

## Composizione
I 23 comuni facenti parte prima della riforma del 2014 erano:
- Beaudéduit
- Briot
- Brombos
- Cempuis
- Daméraucourt
- Dargies
- Élencourt
- Feuquières
- Grandvilliers
- Grez
- Halloy
- Le Hamel
- Hautbos
- Lavacquerie
- Laverrière
- Le Mesnil-Conteville
- Offoy
- Saint-Maur
- Saint-Thibault
- Sarcus
- Sarnois
- Sommereux
- Thieuloy-Saint-Antoine

Dal 2015 i comuni appartenenti al cantone sono i seguenti 101:
- Abancourt
- Achy
- Bazancourt
- Beaudéduit
- Blacourt
- Blargies
- Blicourt
- Bonnières
- Boutavent
- Bouvresse
- Briot
- Brombos
- Broquiers
- Buicourt
- Campeaux
- Canny-sur-Thérain
- Cempuis
- Le Coudray-Saint-Germer
- Crillon
- Cuigy-en-Bray
- Daméraucourt
- Dargies
- Élencourt
- Ernemont-Boutavent
- Escames
- Escles-Saint-Pierre
- Espaubourg
- Feuquières
- Fontaine-Lavaganne
- Fontenay-Torcy
- Formerie
- Fouilloy
- Gaudechart
- Gerberoy
- Glatigny
- Gourchelles
- Grandvilliers
- Grémévillers
- Grez
- Halloy
- Hannaches
- Le Hamel
- Hanvoile
- Haucourt
- Hautbos
- Haute-Épine
- Hécourt
- Héricourt-sur-Thérain
- Hétomesnil
- Hodenc-en-Bray
- Lachapelle-sous-Gerberoy
- Lannoy-Cuillère
- Lavacquerie
- Laverrière
- Lhéraule
- Lihus
- Loueuse
- Marseille-en-Beauvaisis
- Martincourt
- Le Mesnil-Conteville
- Moliens
- Monceaux-l'Abbaye
- Morvillers
- Mureaumont
- La Neuville-sur-Oudeuil
- La Neuville-Vault
- Offoy
- Omécourt
- Oudeuil
- Pisseleu
- Prévillers
- Puiseux-en-Bray
- Quincampoix-Fleuzy
- Romescamps
- Rothois
- Roy-Boissy
- Saint-Arnoult
- Saint-Deniscourt
- Saint-Germer-de-Fly
- Saint-Maur
- Saint-Omer-en-Chaussée
- Saint-Pierre-es-Champs
- Saint-Quentin-des-Prés
- Saint-Samson-la-Poterie
- Saint-Thibault
- Saint-Valery
- Sarcus
- Sarnois
- Senantes
- Sommereux
- Songeons
- Sully
- Talmontiers
- Thérines
- Thieuloy-Saint-Antoine
- Villembray
- Villers-sur-Auchy
- Villers-sur-Bonnières
- Villers-Vermont
- Vrocourt
- Wambez